# Fadet pont-euxin
Coenonympha leander
Espèce
Le Fadet pont-euxin (Coenonympha leander) est une espèce de lépidoptères (papillons) de la famille des Nymphalidae et de la sous-famille des Satyrinae.

## Noms vulgaires
- En français : le Fadet pont-euxin (Pont-Euxin est le nom antique de la Mer Noire).
- En anglais : Russian Heath[1].

## Description
L'imago de Coenonympha leander est un petit papillon aux ailes antérieures jaune orangé bordées de brun, et aux ailes postérieures marron avec dans la forme nominale chez le mâle deux ocelles cerclés d'orange.
Le revers des ailes antérieures de la même couleur jaune orangé, avec à l'apex un ocelle noir pupillé de blanc et cerclé de jaune. Les ailes postérieures présentent une série d'ocelles submarginaux pupillés et cerclés de blanc, et une bande postdiscale blanc crème d'intensité variable ; les anneaux blancs peuvent être confluents entre eux et avec la bande postdiscale.

## Biologie

### Phénologie
L'espèce est univoltine. Le papillon vole entre début mai et début août.
C'est la chenille qui hiverne.

### Plantes hôtes
Les plantes hôtes larvaires sont des graminées, notamment des Poa, Melica, Anthoxanthum et Lolium.

## Distribution
L'espèce est présente sous forme d'isolats dans les Balkans (notamment en Macédoine du Nord, en Roumanie, en Bulgarie et dans le Nord de la Grèce), en Turquie, dans le Sud de la Russie, en Arménie et en Iran,.

## Systématique
L'espèce actuellement appelée Coenonympha leander a été décrite par le naturaliste allemand Eugen Johann Christoph Esper en 1784, sous le nom initial de Papilio leander.
Il existe plusieurs sous-espèces :
- Coenonympha leander leander (Esper, 1784)
- Coenonympha leander obscura Heyne, 1894
- Coenonympha leander iranica Schwingenschuss, 1939

L'espèce Coenonympha orientalis était auparavant également considérée comme une sous-espèce de C. leander.